# 和平路 (屏東市)
和平路（Heping Rd.）是屏東縣屏東市的南北向重要幹道，北起崇明四街口轉彎處接自由路，南至建國路續行華盛街。前端銜接勝利路至建國路口編號台3線續行建國路往南接台1線。為屏東市西區的往來重要道路。

## 行經行政區域
- 屏東市

## 沿線設施
（由北至南）
- 太師傅便當勝利店
- 7-Eleven潭墘門市
- 屏東縣立大同高級中學
- 大紀元時報屏東辦事處
- 中正藝術館
- 永新公園
- 屏東市西區公有零售市場
- 大埔福德祠
- 立德幼稚園
- 天恩寢具床墊家居館建國店
- 7-Eleven厚生門市